# Aldeanueva del Camino
Aldeanueva del Camino és un municipi de la província de Càceres, a la comunitat autònoma d'Extremadura (Espanya).

## Història
La població va començar sent un campament romà. Situada en plena Ruta de la Plata, els romans van trobar un lloc per a establir-se i descansar mentre duien els seus caps de bestiar i carregaments de poble en poble. Els romans van deixar a Aldeanueva ponts, làpides, inscripcions i esteles preromanes. Amb la invasió dels àrabs,Va patir nombrosos atacs, quedant llavors la població destruïda i despoblada. Posteriorment, després de la Reconquesta, es dividí en dues poblacions separades entre si per la calçada romana, passant a anomenar-se Cases de Aldeanueva la del Regne de Castella i Aldeanueva del Camino la de Regne de Lleó. La part corresponent a Castella va ser lliurada al poderós i influent Ducat de Béjar i a la Diòcesi de Plasencia. La part que corresponia a Lleó va ser atorgada al Ducat d'Alba i a la Diòcesi de Còria.
Aquesta divisió eclesiàstica marcarà Aldeanueva del Camino per sempre. El 1438, la reina Maria d'Aragó, esposa de Joan II de Castella, lliura la carta de poblament, que en 1492 va ser confirmada pels Reis Catòlics a Santa Fe i més tard en 1518, per Joana I de Castella a Valladolid. D'altra banda el municipi sofreix la gran expulsió de la comunitat jueva segons es demostra en documents trobats de l'època i en diversos actes del Sant Ofici, trobats al Monestir de Guadalupe.
La població va ser creixent a poc a poc, fins que en 1802 i amb motiu de la invasió francesa de la Guerra de la Independència Aldeanueva va ser camí obligat dels exèrcits contendents, sent incendiada i saquejada el 8 d'abril de 1808 per les tropes franceses. En 1835, Aldeanueva torna a ser sacrificada per una guerra civil. El poble és novament incendiat i massacrat per les tropes carlines, però la Milícia Nacional d'Aldeanueva, al costat de la dels altres pobles veïns van derrotar els carlistas en la ciutat de Béjar. Encara que Aldeanueva és reconstrïda en 1840 i els pobles havien estat unificats pel reial decret en 1834 en un sol Ajuntament, la divisió eclesiàstica de la població duraria 125 anys més, fins a 1959, que les dues parròquies van passar a dependre a la Diòcesi de Còria-Càceres. L'apogeu de la població va arribar de mans del ferrocarril en 1875, unit al seu famós mercat setmanal dels dimecres que des del segle xvii era el mercat més important de boví d'Extremadura.